# Линска византийска църква
Линската византийска църква (на албански: Rrënojat e Kishës Bizantine) е средновековен православен храм в разположеното на западния бряг на Охридското езеро село Лин, Албания. Руините са обявени за културен паметник на Албания в 1973 година под № 88.